# Trgovište (Sokobanja)
Trgovište (serbisches-kyrillisch: Трговиште) ist ein Dorf in Serbien.

## Geographie
Das Dorf befindet sich in der geographischen Region Banja, in der Opština Sokobanja, im Okrug Zaječar, im Osten von Serbien.
Trgovište liegt in der Mitte des Banja-Beckens und ist einer der tiefst gelegenen Orte, einer Reihe von Dörfern, die sich östlich von Žučkovac befinden. 
Das Dorf liegt auf der linken Seite des Flusses Vrmdžanska Reka (die in der Gegend um das Dorf Trgoviška Reka genannt wird), am Zusammenfluss der kleinen Flüsse Keštica, Železnica, Selinska Reka und Šarbanovačka Reka. Im Ort gibt es nur sehr wenige Quellen, die sich entlang des Flusses befinden. Durch den südlichsten Zipfel des Dorfgebietes, fließt der Hauptfluss der Gegend, die Sokobanjska Moravica, ohne durch den Ort zu verlaufen.  
Trgovište liegt auf einer durchschnittlichen Höhenlage von 352 Metern über dem Meeresspiegel. Vom Flusstal aus steigen die Häuser bis zu einer 520 Meter hohen Lageterrasse hinauf, die sich unterhalb eines Felsvorsprungs des Hügel befindet, auf dem sich die serbisch-orthodoxe Dreifaltigkeitskirche und die alte Schule des nördlichen Nachbardorfes Vrmdža befinden.
Trgovište liegt im Windschatten. Im Ort ist die Košava kaum zu spüren. Durch die Ausrichtung des Dorfes nach Süden gedeiht dort sehr gut Obst, was Trgovište zu einem wahren Obstanbauort macht.
Das Dorf ist 7,5 km nordwestlich der Gemeindehauptstadt gelegen. Trgovište ist über eine ziemlich gute Straße, die von Vrmdža aus geht, mit der Hauptstraße verbunden die wiederum Sokobanja mit Knjaževac verbindet. Diese Landstraße führt mit ihren kleineren Nebenstraßen von Vrmdža weiter in östlicher Richtung zum Dorf Mužinac und ins Gebirge Rtanj.

## Dorftypus
Das Dorf ist von verdichteter Baustruktur geprägt. Die Häuser liegen in der Nähe der Hauptstraße und anderer kleinerer Straßen, die durch das Dorf führen. Zu jedem Haus gehört ein Obstgarten und ein Garten. Weiter in Richtung Dorfrand werden die Häuser verstreuter. Der Ort ist nicht in Dorfteile aufgeteilt, vielmehr sind einzelne Ortsteile nach größeren Familien benannt.
Die Dorfbewohner betreiben fast ausschließlich Landwirtschaft. Die Viehzucht ist gering ausgeprägt und überwiegend werden Rinder gehalten. 
Rund um das ganze Dorf befinden sich große landwirtschaftlich genutzte Areale. Die Felder im Flusstal sind fruchtbarer und befinden sich an diesen Flurnamen: Jamlje, Kumin Potok, Kaljino Polje, Agina Livada, Pupunkovica und Međusuma. In der Nähe des Dorfes gibt es eine große Plantage für den ökologischen Gemüseanbau.
Im Kaljino Polje liegen die wenigen Dorfweiden des Ortes. 

## Bevölkerung
Das Dorf hatte 2022 eine Einwohnerzahl von 211, während es 2011 noch 288 waren, nach den letzten drei Bevölkerungsstatistiken fällt die Einwohnerzahl weiter. Die Bevölkerung stellen Serben.

### Demographie
| Jahr | Einwohnerzahl |
| ---- | ------------- |
| 1948 | 605           |
| 1953 | 600           |
| 1961 | 584           |
| 1971 | 581           |
| 1981 | 511           |
| 1991 | 434           |
| 2002 | 342           |
| 2011 | 288           |
| 2022 | 211           |

## Geschichte
Der Name des Dorfes soll darauf zurückzuführen sein, dass ein Händler an der Stelle des heutigen Dorfes seine Schweine fütterte. Das Dorf befand sich zunächst in der Lokalität Selina und wurde später an seinen heutigen Standort verlegt und neu gruppiert. 
Im 14. Jahrhundert gehörte das Dorf zum Besitztum der Herren von Vrmdža, die im nördlichen Nachbardorf Vrmdža auf der Festung Vrmdža lebten. Der Ort war damals ein befestigter Gutshof, dessen reiche Gutsbesitzer regen Handel mit Kaufleuten aus Ragusa (Dubrovnik) betrieben. 
Im südlichen Dorfteil steht die Grundschule (Osnovna Škola Mitropolit Mihailo), benannt nach dem Belgrader Metropoliten, Mihailo (der aus Sokobanja stammte).
Im Dorf steht eine Wassermühle, in der die Dorfbewohner immer noch auf traditionelle Weise Getreide mahlen. Der schönste Teil des Dorfes ist der kleine Weiler Međušuma, wo es Sportplätze, Sommerhäuser und eine bepflanzte Baumallee gibt.

## Religion
Im südlichen Dorfteil steht die kleine serbisch-orthodoxe Kirche Hl. Nikolaus. Das Gotteshaus wurde Anfang des 20. Jahrhunderts erbaut. Neben der Kirche steht ein Denkmal für die Opfer des Ersten Weltkriegs. In der Nähe des heutigen neuen Friedhofs befindet sich auch ein älterer Friedhof.

## Belege
- Artikel über das Dorf auf der Seite sokobanja.rs, (serbisch)
- Artikel über das Dorf auf der Seite www.poreklo.rs, (serbisch)
- Artikel über das Dorf auf der Seite www.soko-banja.org, (serbisch)
- Књига 9, Становништво, упоредни преглед броја становника 1948, 1953, 1961, 1971, 1981, 1991, 2002, подаци по насељима, Републички завод за статистику, Београд, мај 2004, ISBN 86-84433-14-9
- Књига 1, Становништво, национална или етничка припадност, подаци по насељима, Републички завод за статистику, Београд, фебруар 2003, ISBN 86-84433-00-9
- Књига 2, Становништво, пол и старост, подаци по насељима, Републички завод за статистику, Београд, фебруар 2003, ISBN 86-84433-01-7